# Kaplica grobowa Heinzlów w Łodzi
Kaplica Rodziny Heinzlów – nagrobna kaplica-mauzoleum znajdująca się na Starym Cmentarzu przy ul. Ogrodowej w Łodzi. Wybudowana w latach 1899–1903 w stylu neorenesansowym, według projektu berlińskiego architekta Franza Schwechtena. Wystawiona w celu upamiętnienia jednego z największych łódzkich fabrykantów, na zlecenie wdowy Pauliny z Volkmanów oraz ich potomków. 

## Architektura
Zbudowana w stylu neorenesansowym, swoim kształtem nawiązuje do kaplicy Zygmuntowskiej na Wawelu, będąc zarazem jednym z ostatnich projektów kaplic grobowych w takiej formie na ziemiach polskich. Wzniesiona na planie prostokąta o bokach 10,4×9,5 m z nakrywającą go kopułą. W części tylnej do bryły dostawiona została absyda w kształcie trapezu (widok z zewnątrz) o półkolistym wnętrzu. Wejście stanowi dwukolumnowy dorycki portyk, z dużymi dwuskrzydłowymi dębowymi drzwiami (wzorowanymi na tym z Cappella Pazzi przy kościele Santa Croce we Florencji) nabijanymi guzami z brązu. Dodatkowo drzwi ozdobione zostały rozetowymi i groteskowymi płycinami odlanymi również z brązu.  Nad wejściem umieszczono  tympanon z przedstawieniami Chrystusa Miłosiernego i otaczających go aniołów. Zewnętrzne ściany pokryte zostały rustyką przeplataną pseudokolumnami, w części środkowej umieszczono aediculowe ślepe okna. Ściany ponad kolumnami wieńczy fryz tryglifowo–metopowy o ornamencie roślinnym. 
Kopuła została umieszczona na tamburze. Jego dekorację stanowi dwanaście prostokątnych okien oddzielanych od siebie naturalnej wielkości płaskorzeźbami aniołów. Same figury przyciągają starannych wykonaniem, o doskonale oddanych detalach. Szczyt kopuły wieńczy krzyż.
Wnętrze wykonane zostało z kremowego piaskowca szydłowieckiego. Niegdyś we wnętrzu znajdował się wykonany w marmurze posąg Juliusza Heinzla (obecnie zaginiony). W absydzie znajdują się schody prowadzące do krypt.